# شریرام‌پور
شریرام‌پور
شهر شریرام‌پور (به انگلیسی: Shrirampur) با جمعیت ۲۵۷٫۷۸۲ نفر در ایالت بنگال غربی در کشور هند واقع شده‌است.